# Персо-тюркская война (619)
Персо-тюркская война (619) — война между Западно-тюркским каганатом и государством Сасанидов в 619 году.
Проиграв первую войну против Персии, бывшую тридцатью годами ранее, тюрки стремились изменить своё положение, в то время как Персия была занята, борясь с Византийской империей. Тюрки в союзе с эфталитами вторглись в восточную часть Сасанидского государства с большой армией, но от тяжёлой конницы потерпели поражение в первом сражении около города Тус в Хорасане. Проиграв эту битву, союзники запросили помощи у кагана Тун-Джабгу хана.
Армянский историк Себеос скорее всего преувеличивает численность поступившей помощи — 300 000 солдат, но всё же подкрепление было большим. Армия тюрков и эфталитов вскоре захватила весь Хорасан, взяв город Тус, который защищали всего 300 человек.
После того как союзники дошли до Исфахана, они отступили. В то время персидский полководец Смбат IV Багратуни быстро реорганизовал персидскую армию и разгромил тюрко-эфталитскую армию, убив их военачальника. После смерти лидера союзники были вынуждены отступить в свои пределы.